# Jan Gerber
Jan-Georg Gerber (* 1976) ist ein deutscher Historiker und Politikwissenschaftler.

## Leben
Jan Gerber studierte an den Universitäten Halle und Leipzig Jura, Geschichte, Politikwissenschaft und Medien- und Kommunikationswissenschaft. Von 2000 bis 2003 war er wissenschaftlicher Mitarbeiter der Landesausstellung Sachsen-Anhalt Emporium. 500 Jahre Universität Halle-Wittenberg, für die er den Ausstellungsbereich Nationalsozialismus  konzipierte. Danach war er Doktorand am Institut für Politikwissenschaft der Universität Halle, wo er 2009 mit einer Arbeit über die Reaktionen der westdeutschen Linken auf den Untergang des Ostblocks promoviert wurde. Die Dissertation wurde von Everhard Holtmann und Richard Saage betreut und von der Friedrich-Ebert-Stiftung gefördert.
Seit 2009 ist Gerber wissenschaftlicher Mitarbeiter, seit 2010 leitender wissenschaftlicher Mitarbeiter am Dubnow-Institut (seit 2018: Leibniz-Institut für jüdische Geschichte und Kultur – Simon-Dubnow). Dort leitete er unter anderem die Abteilungen Politik – Institutionen – Recht und Ereignis – Politik – Gesellschaft. 2016 habilitierte sich Gerber an der Fakultät für Geschichte, Kunst- und Orientwissenschaften der Universität Leipzig (Venia legendi: Neuere und Neueste Geschichte) mit einer Arbeit über den Prager Slánský-Prozess 1952. Die Arbeit erschien 2016 unter dem Titel Ein Prozess in Prag. Das Volk gegen Rudolf Slánský und Genossen als Buch (2. Auflage 2017). Als Gutachter wirkten Dan Diner (Leipzig/Jerusalem), Norbert Frei (Jena) und Alfons Kenkmann (Leipzig) mit. Im Wintersemester 2018/19 war Gerber interdisziplinärer Gastprofessor für kritische Gesellschaftsforschung an der Justus-Liebig-Universität Gießen, im Januar 2024 wurde er zum Honorarprofessor für Neuere und Neueste Geschichte mit dem Schwerpunkt Moderne jüdische Geschichte an der Universität Leipzig berufen.
Am Dubnow-Institut leitet er gegenwärtig die Forschungsabteilung Politik. Ein Forschungsschwerpunkt Gerbers ist die transnationale Geltungs- und Wirkungsgeschichte des Holocaust: Untergründiges Motiv seiner Arbeiten ist die Frage nach den indirekten Folgen der Massenvernichtung. Ein weiterer Schwerpunkt liegt auf der Geschichte der Arbeiter- und Gewerkschaftsbewegung und der politischen Linken. Jan Gerber schreibt für diverse Zeitungen und Zeitschriften und ist Vertrauensdozent der Hans-Böckler-Stiftung.

## Schriften

### Monografien
- Karl Marx in Paris. Die Entdeckung des Kommunismus, München: Piper 2018, ISBN 978-3-492-05891-9.
- Ein Prozess in Prag. Das Volk gegen Rudolf Slánský und Genossen, Göttingen/Bristol, Conn: Vandenhoeck & Ruprecht 2016; 2. durchgesehene Auflage 2017, ISBN 978-3-525-37055-1.
- Das letzte Gefecht. Die Linke im Kalten Krieg, Berlin: XS-Verlag 2015; 2. Auflage 2016, ISBN 978-3-944503-10-3; erweiterte Neuauflage 2022, ISBN 978-3-944503-18-9.
- „Nie wieder Deutschland“? Die Linke im Zusammenbruch des realen Sozialismus, Freiburg i. Br.: Ça ira 2010, ISBN 978-3-86259-100-8.
- Verborgene Präsenzen. Gedächtnisgeschichte des Holocaust in der deutschsprachigen Arbeiter- und Gewerkschaftsbewegung, Düsseldorf: Hans-Böckler-Stiftung 2009, ISBN 978-3-86593-131-3.

### Herausgeberschaften
- Geschichtsoptimismus und Katastrophenbewusstsein: Europa nach dem Holocaust, zus. mit Philipp Graf und Anna Pollmann. Vandenhoeck & Ruprecht, Göttingen 2022, ISBN 978-3-525-31736-5
- Die Untiefen des Postkolonialismus, Themenschwerpunkt in: Hallische Jahrbücher Bd. 1 (2021), ISBN 978-3-89320-274-4.
- Weltgeschichte, Themenschwerpunkt in: Jüdische Geschichte & Kultur. Magazin des Dubnow-Instituts 4 (2020), 4–33 (zus. mit Nicolas Berg, Jörg Deventer und Elisabeth Gallas), ISBN 978-3-86331-533-7.
- Die Russische Revolution, Themenschwerpunkt in: Jüdische Geschichte & Kultur. Magazin des Dubnow-Instituts 1 (2017), 4–35 (zus. mit Nicolas Berg), ISBN 978-3-86331-372-2.
- Michael Landmann, Das Israelpseudos der Pseudolinken (1971). Mit einem Vorwort von Henryk M. Broder und einem Nachwort von Jan Gerber und Anja Worm, Freiburg i. Br.: Ça ira 2013, ISBN 978-3-86259-119-0.
- Curt Geyer, Walter Loeb u. a. „Fight for Freedom!“ Die Legende vom anderen Deutschland, Freiburg i. Br.: Ça ira 2009 (zus. mit Anja Worm), ISBN 978-3-924627-19-5.
- Rote Armee Fiktion, Freiburg i. Br.: Ça ira 2007 (zus. mit Joachim Bruhn), ISBN 3-924627-98-3.